# Diga del Gleno
La diga del Gleno era uno sbarramento sul torrente Gleno che il 1º dicembre 1923 crollò, causando una tragedia che colpì la Valle di Scalve in provincia di Bergamo (dove distrusse Bueggio, Dezzo di Colere e alcune centrali elettriche in zona) e la Val Camonica in provincia di Brescia (in cui colpì Gorzone, Corna e Darfo).

## Struttura
La diga fu realizzata fra il 1916 e il 1923. Lunga 260 metri, nelle intenzioni dei costruttori avrebbe dovuto contenere sei milioni di metri cubi d'acqua, raccolti in un lago artificiale che si estendeva su una superficie di 400 000 metri quadrati, alimentato dai torrenti Povo, Nembo e da affluenti minori.

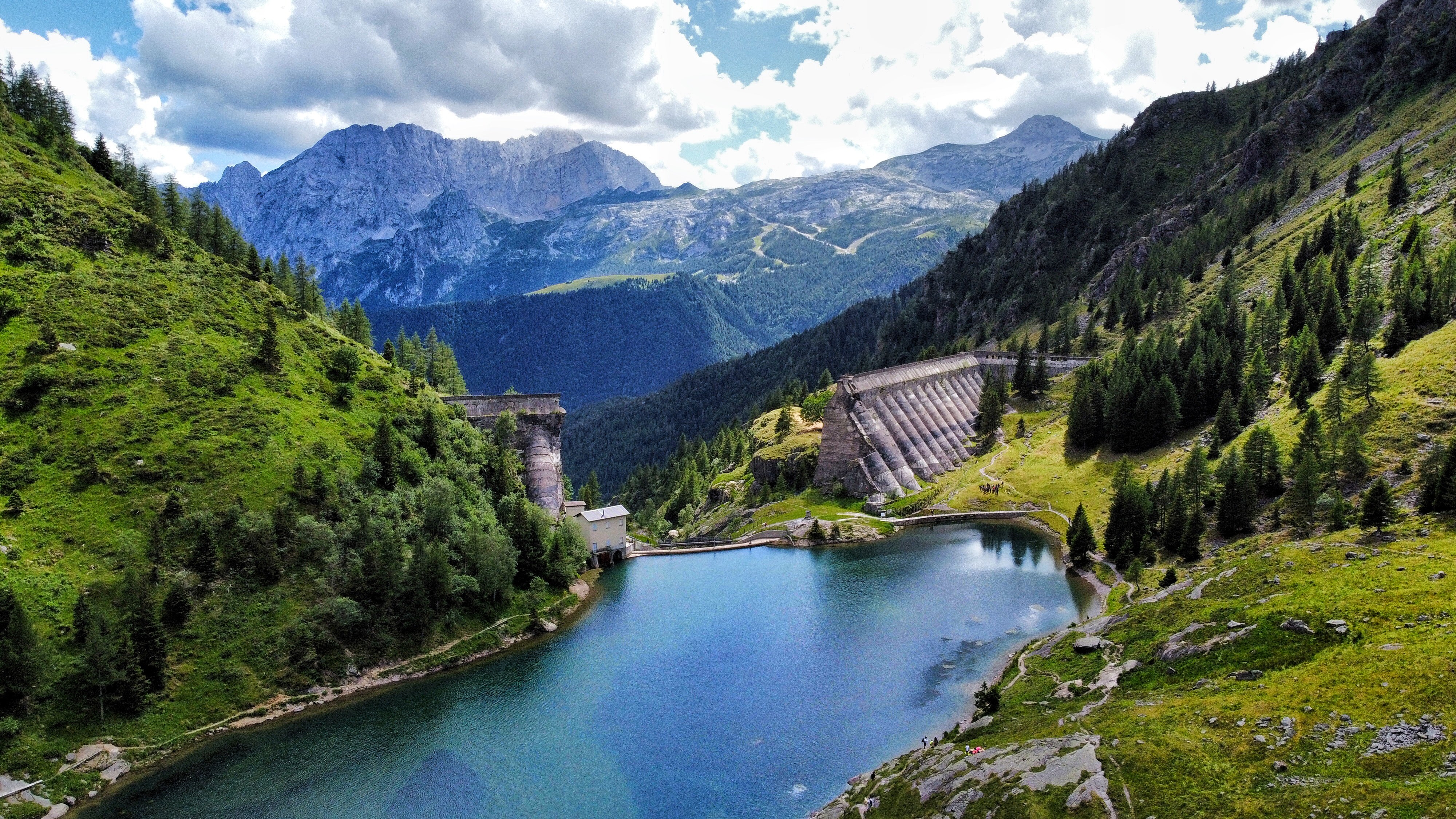
Diga del Gleno vista dal lato dell'invaso artificiale

La diga ad archi multipli, realizzata a 1 500 metri d'altitudine, sarebbe dovuta servire per produrre energia elettrica nelle centrali di Bueggio e di Valbona, garantendo una produzione di energia di circa 3,6MW.

## Storia

### La costruzione
Nel 1907 l'ingegner Tosana di Brescia richiese una concessione per lo sfruttamento idroelettrico del torrente Povo. La concessione venne in seguito ceduta all'ingegner Gmur di Bergamo, e da questi alla ditta tessile di Galeazzo Viganò, con sede in Ponte Albiate di Triuggio.
Nel 1917 il Ministero dei lavori pubblici autorizzò la realizzazione di un invaso di 3 900 000 metri cubi in località Pian del Gleno. Pochi mesi dopo, la ditta Viganò notificò l'inizio dei lavori, anche se il progetto esecutivo non era stato ancora approvato dal Genio Civile.
Dopo una serie di proroghe, nel 1919 venne presentato il progetto esecutivo per una diga a gravità, firmato dell'ingegner Gmur, il quale però morì nel 1920 e venne sostituito dall'ingegner Santangelo di Palermo.
Nel settembre 1920, alla prefettura di Bergamo giunse la segnalazione che per la costruzione della diga la ditta utilizzava calcina invece di cemento. Vennero perciò inviati degli ispettori a raccogliere dei campioni di calce, che però non vennero sottoposti ad esame.
Nel 1921 il progetto esecutivo dell'ingegner Gmur fu approvato, ma nel frattempo i lavori procedevano già da qualche anno e la Ditta Viganò aveva appena appaltato alla Ditta Vita & C. le opere di edificazione delle arcate.
Agli inizi di agosto del 1921 l'ingegner Lombardo del Genio Civile eseguì un sopralluogo al cantiere e constatò che la tipologia costruttiva della diga a progetto, cioè a gravità, era stata cambiata in corso d'opera in una diga ad archi multipli: nel cantiere, infatti, erano in costruzione le basi delle arcate e, fatto ancor più grave, quelle della parte centrale della diga non erano appoggiate sulla roccia, ma sul tampone a gravità.
Il 12 agosto 1921 il Genio Civile informò quindi il Ministero dei lavori pubblici che la costruzione dei sostegni della diga non avveniva più con il sistema a gravità, bensì ad archi. Il 19 giugno 1922 il Ministero ingiunse alla ditta costruttrice la sospensione dei lavori e l'immediata presentazione dei progetti di variante dei sostegni da gravità ad archi multipli. Nonostante ciò, i lavori proseguirono e solo all'inizio del 1923 fu presentata la variante al progetto.

### Il disastro
Il 22 ottobre 1923, a causa di forti piogge, il bacino si riempì per la prima volta. Tra ottobre e novembre si verificarono numerose perdite d'acqua dalla diga, soprattutto al di sotto delle arcate centrali, che non appoggiavano sulla roccia. Infine, il 1º dicembre 1923 alle ore 7:15 la diga cedette.
Sei milioni di metri cubi d'acqua, fango e detriti precipitarono dal bacino artificiale a circa 1500 metri di quota, dirigendosi verso il lago d'Iseo, lasciando alle proprie spalle 356 morti, anche se i numeri sono incerti.
Furono negative le indagini sismiche e geologiche circa il terreno di appoggio della diga, svolte dall'ing. prof. Augusto Stella. Invece ben diverse furono le conclusioni statiche e costruttive. La perizia tecnica sulla natura statica e costruttiva della diga fu redatta dagli ing. prof. Gaetano Ganassini e Arturo Danusso. La causa fondamentale del crollo della diga fu l'insufficienza statica della muratura di appoggio della parte centrale della diga.
Infatti i lavori furono realizzati con negligenza e imperizia, perché la diga non venne appoggiata e ancorata alla roccia, in modo da avere la stabilità necessaria, e non furono apportate le dovute modifiche nel passaggio dal sistema a gravità a quello ad archi multipli per evitare fughe d’acqua e altri materiali; la costruzione fu poi condotta in modo affrettato, impiegando materiali inadatti allo scopo e, per ragioni di economia, trattati con trascuratezza. Gli altri provini di calcestruzzo, provenienti tuttavia da un altro settore della diga, diedero resistenza molto bassa e conferma dello scarsa qualità degli impasti. Per quanto gli accertamenti sui materiali e sulla lavorazione si riferissero per la maggior parte alla sopra-struttura, è certo che i materiali, il dosaggio, la lavatura della sabbia e la lavorazione in genere fu affrettata, come riportato negli atti del processo.